# Abderraouf Zarabi
Abderraouf Zarabi (Algeri, 26 marzo 1979) è un ex calciatore algerino, di ruolo difensore.
Anche suo padre Abdelaziz è stato un calciatore.